# Mól ziarniak
Mól ziarniak (Nemapogon granella) – owad z rzędu motyli o długości ciała 10–14 mm, niebezpiecznym szkodnikiem nasion. Występuje w Europie.
Forma dorosła nie pobiera pokarmu, wystarcza jej to, co zjadła w stadium larwalnym. Larwy żywią się głównie nasionami, ale także grzybami, niektórymi rodzajami drewna. Obecność larw można rozpoznać po delikatnych pajęczynkach łączących nasiona. 
Dorosły osobnik składa 25–20 000 jaj (w zależności od wilgotności), z których wylęgają się larwy. Rozwój formy dorosłej z jaja trwa 40–50 dni. W ciągu jednego sezonu może się rozwinąć od jednej do trzech generacji w zależności od wilgotności powietrza. 

## Nazwysynonimiczne
Nemapogon granellus – Nemapogon fenestrella – Phalaena domesticella – Phalaena fenestrella – Tinea costotristrigella – Tinea fuscicomella – Tinea fuscomaculella – Tinea granella – Tinea mancuniella – Tinea marmorella – Tinea nebulosella – Tinea nigra – Tinea nigroatomella – Tinea tesserella